# Акинак
Акина́к (др.-греч. ἀκινάκης) — короткий (40—60 сантиметров) железный меч, применявшийся скифами во второй половине 1-го тысячелетия до нашей эры, в другом источнике указано что Acinăces, ἀκινάκης, короткая прямая персидская сабля, которую носили у правого бока.

## История
Акинак помимо скифов, использовали также племена персов, мидян, саков, аргипеев, массагетов и меланхленов.
Акинак обладал отличными колющими свойствами и достаточной массой (до двух килограммов) для нанесения рубящих ударов. Дол, как правило, отсутствовал. 
Меч имел сердцевидное перекрестие и плоское навершие в виде поперечного короткого бруска или полумесяца. Вместе с определённой разновидностью трензеля, акинак являлся одним из элементов так называемой скифской триады — комплекса предметов, характерных для скифской культуры. Археологические находки акинаков и других составляющих триады позволяют проследить засвидетельствованное Геродотом и Диодором Сицилийским проникновение восточно-иранских «царских скифов» через Переднюю Азию и Кавказ до Северного Причерноморья.

## Этимология
В Греческо-русском словаре А. Д. Вейсмана 1882 года слово ἀκινάκης переведено как «кривая, короткая сабля (Персов), Мидян, Скифов». 
В «Латинской синонимике» Шмальфельда 1890 года acinaces определяется как «кривая сабля персов и других восточных народов», в латинско-русских словарях того же периода перевод звучит как «короткая персидская сабля».

Слово "акинак" имеет иранские корни и, возможно, связано с древними персидскими или сакскими языками. Некоторые исследователи выводят его название из авестийского языка, в котором "аса" означает меч или оружие.